# Лун Сяоцин
Лун Сяоцин (кит. 龙晓清; род. 27 февраля 1997) — китайская лучница, выступающая в соревнованиях в стрельбе из олимпийского лука. Серебряный призёр чемпионата Азии. Участница Олимпийских игр 2020 года.

## Биография
Лун Сяоцин родилась 27 февраля 1997 года.

## Карьера
Лун Сяоцин выступила на чемпионате мира среди юниоров в Росарио в 2017 году. В составе женской сборной в командном турнире китаянки завоевали серебряную медаль, а в индивидуальном первенстве Лун стала четвёртой. Она также выступила в смешанном парном разряде, но команда проиграла на стадии 1/8 финала.
В 2018 году Лун Сяоцин выступила на этапе Кубка мира в Шанхае. В индивидуальном первенстве она сумела добраться до 1/16 финала, а в миксте до  1/8 финала. По итогам года она стала 51-й в общем зачёте Кубка мира. В этом году Лун Сяоцин получила звание от Департамента спорта Китая.
В 2019 году Лун Сяоцин завоевала серебряную медаль чемпионата Азии, который проходил в Бангкоке. В индивидуальном первенстве она завершила соревнования на стадии 1/8 финала. В том же году китайская лучница приняла участие на трёх этапах Кубка мира, но лучшим её результатом стало выступление в Анталии (1/8 финала). В Шанхае и Берлине лучница достигла стадий 1/16 и 1/32 финала, соответственно.
На Олимпийских играх 2020 года в Токио Лун Сяоцин стала 28-й в рейтинговом раунде с 646 очками. Уже в первом раунде командного турнира китаянки уступили сборной Белоруссии. В первом раунде женского индивидуального первенства китайская лучница попала на Мэдэлину Амэйстроаи из Румынии и сумела победить её со счётом 6:2, но во втором раунде с сухим счётом проиграла американке Маккензи Браун.